# Codognan
Codognan – miejscowość i gmina we Francji, w regionie Oksytania, w departamencie Gard.
Według danych na rok 1990 gminę zamieszkiwało 1760 osób, a gęstość zaludnienia wynosiła 378 osób/km² (wśród 1545 gmin Langwedocji-Roussillon Codognan plasuje się na 215. miejscu pod względem liczby ludności, natomiast pod względem powierzchni na miejscu 1026.).